# Frontière entre l'Égypte et la Jordanie

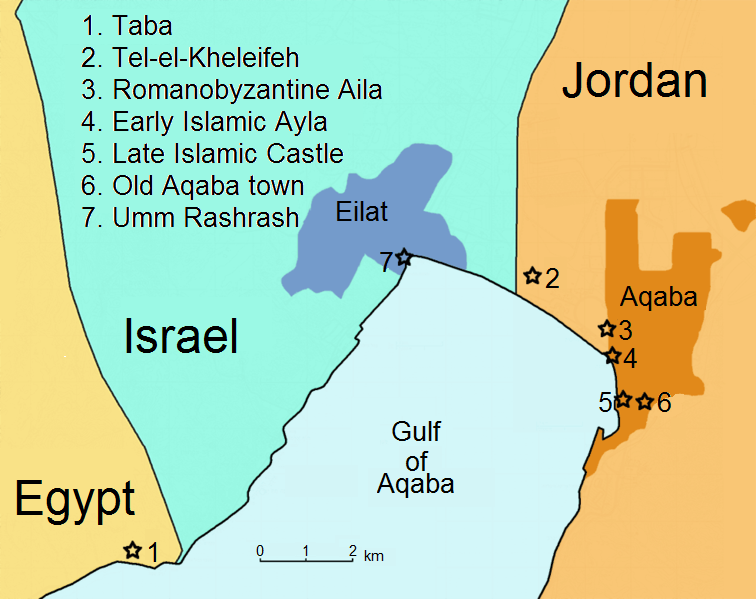
Villes et frontières au nord du golfe d'Aqaba

La frontière entre l'Égypte et la Jordanie consiste en un segment maritime situé dans le Golfe d'Aqaba. Il n'existe pas d'accord bilatéral fixant son tracé contrairement aux frontières de la Jordanie avec Israël et avec l'Arabie saoudite. Il n'y a pas d'accord trilatéral fixant les tripoints.
L'extrémité nord du golfe est entouré par trois ports : Taba en Égypte, Eilat en Israël et Aqaba en Jordanie. L'accès à la mer est un enjeu stratégique dans la région.